# Ansos
Els ansos o asos (en norrè Æsir) són la nissaga de déus del panteó nòrdic més importants. Entre els ǽsir, es troben molts del déus més importants, com són Odin, Frigg, Tor, Baldr o Tyr. L'altra nissaga de déus, els Vanis, també és esmentada en els mites nòrdics: els déu Niord i els seus fills, Freyr i Freia, són els déus més destacats d'aquesta nissaga, que s'uneixen als Ǽsir com a ostatges després de la guerra entre els ǽsir i els vanis. S'associa els vanis amb la fertilitat i l'agricultura, mentre els ansos són associats amb el poder i la guerra.
La forma Æsir o Ǽsir (amb minúscula: æsir o ǽsir) és el nominatiu plural del mot áss (amb majúscula: Áss) o ǫ́ss (amb majúscula: Ǫ́ss), mot que procedeix del protogermànic * ansuz. Al costat d'aquest mot, tenim el femení Ásynja o ásynja (plural: Ásynjur o ásynjur); el mot germànic presenta derivacions en altres llengües germàniques com ara l'anglosaxó Ós ‘déu [pagà]’.

## Etimologia
La paraula norrena áss deriva del protogermànic *ansuz. L'origen últim d'aquest mot germànic resta, emperò, en la foscor. Una relació amb la forma sànscrita àsura ‘àsu-ra’ m. (असुर) i āsurá m. ‘dèmon, Asura’ i amb l'avèstica ahura és molt poc versemblant, ja que aquests mots són formes derivades que només poden haver sorgit com a tals en el grup ari (hindi, persa) de l'indoeuropeu. En sànscrit, àsu-ra vol dir 'un esperit, bon esperit, esperit suprem (dit de Varuṇa) <...> el cap dels mals esperits <...>; un esperit maligne, dimoni, fantasma, adversari dels déus.' La derivació del mot germànic reconstruït d'una forma protoindoeuropea * ansus, que significaria ‘alè’ o ‘déu’ és una etimologia ad hoc i, al capdavall, molt incerta.
El cognat en anglès antic d'áss és ós (déu, divinitat) que encara s'empra en alguns noms i cognoms anglosaxons com Osgood, Oswin, Osbert, Oswald, Osborn i Osmund (el nom Oscar prové del gaèlic).
L'evemerista Snorri Sturluson va associar els ansos amb l'Àsia, una explicació que es va repetir després al segle xvii per Johannes Schefferus, el qual va sostenir que el mot ǽsir es referia a uns "emperadors asiàtics", és a dir, que feia referència al lideratge xamànic hereditari, el qual va sorgir de les estepes eurasiàtiques i va irrompre a Europa en l'antiguitat (compareu amb traciocimeris).
Ása és la forma de genitiu plural de ǫ́ss. Aquesta forma apareix sovint com a prefix (o, si es vol, prefixoide) en els noms alternatius dels déus per a indicar la pertinença als ansos, com passa en "Ása-Þórr" o en el compost de creació recent Ásatrú, una religió neopagana.

## Mitologia escandinava
La interacció entre els ǽsir i els vanis és un aspecte interessant de la mitologia escandinava. Mentre altres cultures presenten generacions "velles" i "joves" de déus, tal com passa en la mitologia grega amb la seva divisió entre titans i els déus de l'Olimp, els ǽsir i els vanis són dos clans divins coetanis. Ambdós clans lluitaren l'un contra l'altre, van tancar un pacte i van intercanviar ostatges (Freyr i Freia són els ostatges més importants mencionats en les fonts). És temptador especular que les interaccions que hi ha entre ansos i vanis reflecteixen les interaccions entre els clans germànics de l'època antiga. Segons una altra teoria, el culte als vanis, als quals se'ls relaciona amb la fertilitat i són relativament pacífics, prové d'un culte anterior a la invasió indoeuropea, i que el conflicte amb els ansos, d'origen més tardà i de vocació guerrera, podria reflectir un conflicte religiós que hi hagué durant la invasió indoeuropea. No obstant això, hi ha qui diu que hi pot haver un paral·lel entre el conflicte del regne i la república de Roma i els sabins. El prestigiós acadèmic Mircea Eliade va suposar que ambdós conflictes són, de fet, dues versions d'un antic mite protoindoeuropeu que ens parla del conflicte i la integració entre els déus del cel i el poder contra els déus de la terra i la fertilitat, tot i no tenir antecedents històrics creïbles.
La cronologia dels cultes, en aquest últim cas, no estaria representada en els mites. No obstant això, només Odin i Thor són importants tant mitològicament com en el culte, l'áesir Ullr ens és pràcticament desconegut en el mites, però és un déu molt present en la toponímia, especialment a Suècia, on es creu que el seu culte estava molt estès.
Els ǽsir es mantenen sempre joves i sans gràcies a la consumició de les pomes de la dea Iðunn, encara que això no era impediment perquè hom els pogués matar, tal com li passa al déu Baldre o com, de fet, els passarà a tots ells en els ragnarǫk.

## La runa *ansuz
La runa *ansuz , en futhark nou ᚬ va rebre el nom d'aquests éssers mitològics; ja que moltes de runes estan emparellades conformant una oposició bo-dolent, la runa *ansuz (runa bona) s'oposa a la runa *þurisaz (runa dolenta) . En el poema rúnic islandès apareix com a ǫ́ss: 
 Ǫ́ss er aldingautr
ok Ásgarðs jǫfurr,
ok Valhallar vísi.
Júpiter oddviti. 
Ǫ́ss és el vell Gautr
i el príncep d'Asgard,
i el senyor del Valhalla.
Júpiter [és] cabdill.
En els poemes rúnics noruecs, Óss també té el significat d'estuari, mentre en els anglosaxons una lletra Os ᚩ té el significat de 'boca' en llatí.
El nom de la lletra (a) en l'alfabet gòtic és ahsa. El nom comú germànic d'aquesta runa probablement era o * ansuz ('déu', un dels Ǽsir) o * axsan ('espiga').

## Llista dels ansos i dels seus ostatges vanis
- Baldr — déu de la innocència i la bellesa.
- Bragi — déu de la poesia escàldica i els skalds.
- Forseti — déu de la justícia.
- Freia (ostatge vanis) — dea de l'amor, el sexe i la fertilitat.
- Freyr (ostatge vanis) — déu de la fertilitat i l'amor.
- Frigg — cap de les dees, esposa d'Odin.
- Heimdall — el vigilant i el guardià.
- Hödr — déu cec de la foscor i l'hivern.
- Hönir — el déu indecís.
- Iðunn — dea de la joventut, la fertilitat i la mort.
- Loki — el mentider (és un gegant que s'inclou dins l'estirp dels ansos perquè va fer un pacte de sang amb Odin).
- Nanna — esposa de Baldr.
- Njord (ostatge vanis) — déu de la marineria i la navegació.
- Odin — Cap dels déus, déu de la saviesa i la guerra.
- Sif — esposa dels cabells daurats de Thor.
- Thor — déu del tro i la batalla.
- Týr — déu manc de les batalles i la valentia.
- Ullr — el caçador, rastrejador i arquer.
- Vali — el venjador.
- Ve — germà d'Odin, el qual donà a l'ésser humà la facultat de la parla.
- Vidar — déu del silenci, el sigil i la revenja.
- Vili — germà d'Odin, el qual donà als humans els sentits i el pensament.

## Arbre genealògic
|  | Llinatge dels aesir i els vanir |         |         |         |         |       |       |   |   |        |         |         |         |     |     |      |       |       |      |      |      |       |       |         |         |         |         |         |      |      |          |          |          |         |  |       |       |   |        |        |  |
|  |                                 |         |         |         |         |       |       |   |   |        |         |         |         |     |     |      |       |       |      |      |      |       |       |         |         |         |         |         |      |      |          |          |          |         |  |       |       |   |        |        |  |
|  |                                 |         |         |         |         |       |       |   |   |        |         |         |         |     |     |      |       |       |      | Buri | Buri |       |       |         |         | Bòltorn | Bòltorn | Bòltorn |      |      |          |          |          |         |  |       |       |   |        |        |  |
|  |                                 |         |         |         |         |       |       |   |   |        |         |         |         |     |     |      |       |       |      |      |      |       |       |         |         |         |         |         |      |      |          |          |          |         |  |       |       |   |        |        |  |
|  |                                 |         |         |         |         |       |       |   |   |        |         |         |         |     |     |      |       |       |      |      |      |       |       |         |         |         |         |         |      |      |          |          |          |         |  |       |       |   |        |        |  |
|  |                                 |         |         |         |         |       |       |   |   |        | Delling | Delling | Delling |     |     | Nott | Nott  |       |      | Bor  | Bor  |       |       |         |         |         | Bestla  | Bestla  |      |      | Fjörgynn | Fjörgynn | Fjörgynn |         |  |       |       |   |        |        |  |
|  |                                 |         |         |         |         |       |       |   |   |        |         |         | ∞       | ∞   | ∞   | ∞    |       |       |      |      | ∞    | ∞     | ∞     | ∞       | ∞       | ∞       | ∞       |         |      |      |          |          |          |         |  |       |       |   |        |        |  |
|  |                                 |         |         |         |         |       |       |   |   |        |         |         |         |     |     |      |       |       |      |      |      |       |       |         |         |         |         |         |      |      |          |          |          |         |  |       |       |   |        |        |  |
|  |                                 |         |         |         |         |       |       |   |   |        |         | Dag     | Dag     | 2.  | 2.  | Jörd | Jörd  |       |      | Vili | Vili |       | Vé    | Vé      |         | Odin    | Odin    | Odin    | 1.   | 1.   | Frigg    | Frigg    |          |         |  |       |       |   | Ivaldi | Ivaldi |  |
|  |                                 |         |         |         |         |       |       |   |   |        |         |         |         |     |     |      | ∞     |       |      |      |      |       |       |         |         |         |         |         |      |      |          |          |          |         |  |       |       |   |        |        |  |
|  |                                 |         |         |         |         |       |       |   |   |        |         |         |         |     |     |      |       |       |      |      |      |       |       |         |         |         |         | ∞       |      |      |          |          |          |         |  |       |       |   |        |        |  |
|  |                                 |         |         |         |         |       |       |   |   |        |         |         |         |     |     |      |       |       |      |      |      |       |       |         |         |         |         |         |      |      |          |          |          |         |  |       |       |   |        |        |  |
|  |                                 |         |         |         |         |       |       |   |   | Thjazi | Thjazi  |         |         | Sif | Sif | Sif  |       |       | Thor | Thor |      | Nanna | Nanna |         |         | Bàlder  | Bàlder  |         | Hödr | Hödr |          | Hermodr  | Hermodr  | Hermodr |  | Bragi | Bragi | ∞ | Idun   | Idun   |  |
|  |                                 |         |         |         |         |       |       |   |   |        |         |         |         |     |     | ∞    | ∞     | ∞     | ∞    |      |      |       | ∞     | ∞       | ∞       | ∞       |         |         |      |      |          |          |          |         |  |       |       |   |        |        |  |
|  |                                 |         |         |         |         |       |       |   |   |        |         |         |         |     |     |      |       |       |      |      |      |       |       |         |         |         |         |         |      |      |          |          |          |         |  |       |       |   |        |        |  |
|  |                                 | Nerthus | Nerthus | Nerthus |         | Njord | Njord |   |   | Skadi  | Skadi   | ∞       | ∞       | Ull | Ull |      | Thrud | Thrud |      |      |      |       |       | Forseti | Forseti | Forseti |         |         |      |      |          |          |          |         |  |       |       |   |        |        |  |
|  |                                 |         |         |         |         |       | ∞     |   |   |        |         |         |         |     |     |      |       |       |      |      |      |       |       |         |         |         |         |         |      |      |          |          |          |         |  |       |       |   |        |        |  |
|  |                                 |         |         |         |         |       |       |   |   |        |         |         |         |     |     |      |       |       |      |      |      |       |       |         |         |         |         |         |      |      |          |          |          |         |  |       |       |   |        |        |  |
|  |                                 | Gerda   | Gerda   |         |         | Freyr | Freyr | ∞ | ∞ | Freia  | Freia   | 4.      | 4.      | 4.  | 4.  | 4.   | 4.    | 4.    | 4.   | 4.   | 4.   | Grid  | Grid  |         |         | Odin    | Odin    | Odin    | 3.   | 3.   | Rind     | Rind     |          |         |  |       |       |   |        |        |  |
|  |                                 |         | ∞       | ∞       | ∞       | ∞     |       |   |   |        |         |         |         |     |     |      |       |       |      |      |      |       | ∞     | ∞       | ∞       | ∞       |         | ∞       | ∞    | ∞    | ∞        |          |          |         |  |       |       |   |        |        |  |
|  |                                 |         |         |         |         |       |       |   |   |        |         |         |         |     |     |      |       |       |      |      |      |       |       |         |         |         |         |         |      |      |          |          |          |         |  |       |       |   |        |        |  |
|  |                                 |         |         | Fjölnir | Fjölnir |       |       |   |   |        |         |         |         |     |     |      |       |       |      |      |      |       |       | Vidar   | Vidar   |         |         |         | Vali | Vali |          |          |          |         |  |       |       |   |        |        |  |
|  |                                 |         |         |         |         |       |       |   |   |        |         |         |         |     |     |      |       |       |      |      |      |       |       |         |         |         |         |         |      |      |          |          |          |         |  |       |       |   |        |        |  |